# Rákosi Szidi

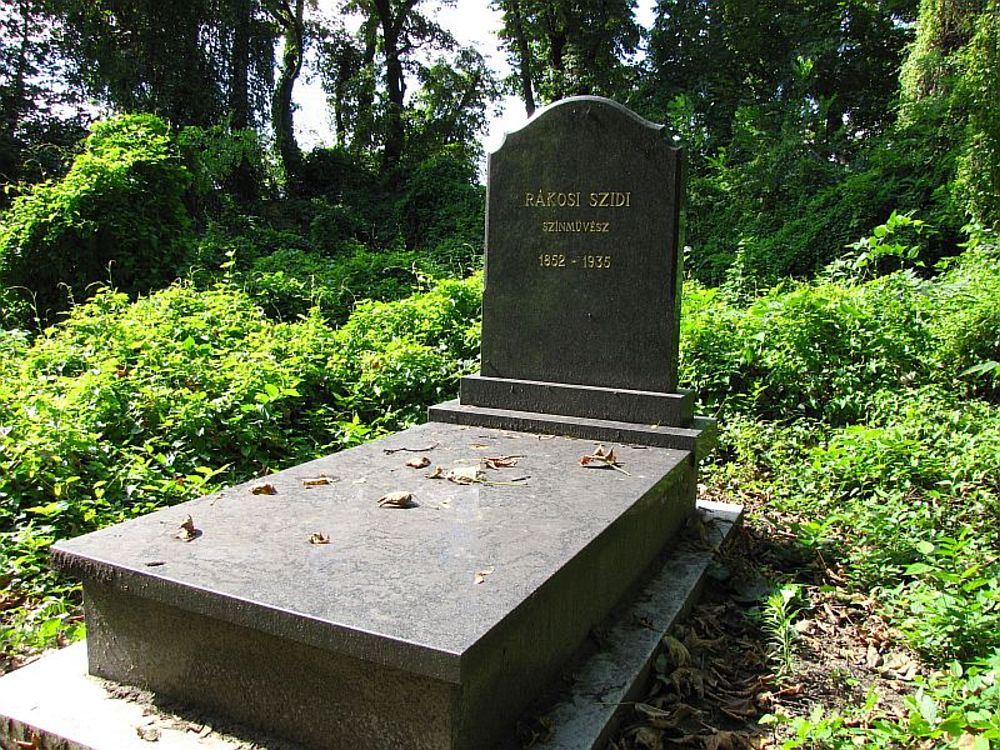
Új síremléke Budapesten (2010), Fiumei úti sírkert 48/2-1-35.

Rákosi Szidi, született Kremsner Szidónia (Ötvös, 1852. május 28. – Budapest, 1935. október 20.) színésznő, színészpedagógus. Rákosi Béla, Rákosi Jenő, Rákosi Viktor és Rákosi Ida (Evva Lajos felesége) testvére.

## Élete
Kremsner János és Vogel Anna leánya, édesapja családi nevét 1867-ben gyermekeivel együtt változtatta Rákosira. Neveltetéséről a soproni orsolyiták zárdájában testvérbátyja, Rákosi Jenő gondoskodott.
1867-ben Molnár György Budai Népszínházában debütált, Dóczy Lajos Utolsó prófétájának Rachel szerepében. 1868. november 29-én ugyanott Berczik Árpád Fertály mágnások című vígjátékában Emma szerepét játszotta, és ekkor már a kritika is felfigyelt rá. A Nemzeti Színházban 1870. február 23-án volt próbafellépése a Tücsök Fanchon szerepében; a kísérlet szerződtetéssel végződött. Április 3-án már mint szerződött tag mutatkozott be bátyja, Rákosi Jenő Aesopusának Erotájaként. A Színiakadémiát 1870-ben végezte el. 1872. július 21-én házasságot kötött Beöthy Zsolt egyetemi tanárral, ekkor megvált a színpadtól. A következő évben megszületett fia, Beöthy László, a későbbi színházigazgató, majd 1875-ben második gyermeke, Beöthy Zsigmond. 1877-ben elvált férjétől, Beöthy Zsolttól és újra a Budai Népszínházhoz szerződött, ahol 1885-ig játszott. Ezalatt néha a Nemzeti Színházban is fellépett (pl. 1885. április 22-én Eugène Scribe Női harc c. vígjátékában), 1885. október 15-én pedig végleg visszaszerződött Paulay Ede hívására. 1934-ig volt az intézmény tagja. Szerepelt magánszínházakban is, 1917-ben a Magyar Színházban, 1920-ban a Vígszínházban.
1909. április 1-én a Nemzeti Színház örökös tagjává választották, 1911. július 14-én pedig érdemei elismeréséül I. Ferenc József király a koronás arany érdemkereszttel tüntette ki. 1928 februárjában a Nemzeti Színház tiszteleti tagja lett és 1929. április 13-án díszelőadás keretében ünnepelték meg tagságának ötvenedik, művészi pályájának hatvanadik évfordulóját. Ez alkalommal Magyarország kormányzója a Signum Laudisszal tüntette ki. A főváros és a vidék művészeti és társadalmi szervezetei pedig a Nagymama ünnepi előadása előtt a nyílt színpadon fejezték ki hódolatukat számára. Május 4-én színiiskolájának volt növendékei rendeztek ünnepet közel 40 éves színésznevelői jubileuma alkalmával, és a nagyobb vidéki városok is vendégül látták, ünnepségeket rendeztek tiszteletére.
Pályája kezdetén hősnő- és naivaszerepeket játszott, de igazi hangját a komikai és a nagymama szerepkörben találta meg.
Már abban az időben, mikor nagy színészek is szükségesnek látták felhasználni a színjátszás külsőségeit, a megjelenés, a hang hatását, a páthoszt, ő a beszéd egyszerű természetességében, a hang emberi voltában, a hangsúly finom árnyalásában látta a művészet főeszközeit. Utóbb már szinte eszközök nélkül játszott, tisztán a beszéd művészetével hozta ki az ábrázolandó jellemet. Az érzelmesség idegen volt tőle, az ész sugárzott ki játékából és ezért a legmagasabbra a bölcs, mindent megértő öregasszonyok szerepeiben jutott. – írta róla Schöpflin Aladár.
1892-től színészképző iskolát vezetett, melyben magyar színésznemzedékeket nevelt a színpad számára. 1895. február 8-án kérvényt nyújtott be a főváros tanácsához, hogy egy polgári színházat alapíthasson. Az új színház a Magyar Színház nevet kapta. A színház építéséhez szükséges telket 1896. február 10-én sógora, Evva Lajos vásárolta meg. A Magyar Színház Részvénytársaság 1896. szeptember 14-én tartott alakuló közgyűlésének alapszabálya szerint azzal a céllal jött létre, hogy Budapest székesfőváros VII. kerületében a kor igényeinek megfelelő színházat építsen, és azt vagy bérlet útján, vagy saját kezelésben a részvénytőke nyereséges kamatoztatása céljából értékesítse.
A színészgenerációkat felnevelő Rákosi Szidi Budapesten, 83 esztendős korában, magányosan távozott az élők sorából.
Elment a nagyasszony, akiről az élet árnyakat növesztő alkonyatában már rég nem lehetett tisztán látni: élő ember-e még, vagy már szobor? Gondolatban sok-sok évvel ezelőtt már talapzatra állítottuk, és koszorút helyeztünk a lába elé. Pedig Rákosi Szidi olyan elevenen élt, mozgott, beszélt, mosolygott köztünk, hogy most, amikor nincs, egész valószínűtlennek tetszik az elmúlása… ha látunk egy gesztenyés kofát, egy hárászkendős parasztasszonykát, egy méltóságos agg dámát ódon csipkével és lorgnonnal, egy szatyorral eltipegő szegény asszonyt vagy egy régi családi faliképről letekintő szigorú nénit, önkénytelenül az ötlik fel: ni éppen olyan, mint Rákosi Szidi! …Olyan volt, mint a népmesékben azok a pici öreganyók, akik rőzsét szednek az erdőn, vagy az országúton görcsös botra támaszkodva cipekednek nehéz batyuikkal… Most Szidi mama is megtért az ő egyetlen hatalmas fiához. …a Nagymama színpadi ruhájában temették el. Elment a Nagymama a magyar színészet virágoskertjéből, ahol olyan sokáig nevelt, palántázott, kertészkedett. Nem lehet annyi rózsát, violát, muskátlit, árvácskát hordani a sírjára, amennyit megérdemel…
Sírjára 2010. március 31-re a Nemzeti Emlékhely és Kegyeleti Bizottság új síremléket állíttatott.

## A Színésznevelő
Már a Bártfai Antal által 1891-ben alapított Gyakorló Színésziskolában is tanított, majd 1892-ben megnyitotta saját színiiskoláját a Rökk Szilárd utca 4. alatt. A következő évben először a Rákóczi útra, majd végleges otthonukba, a Csengery utca 28. alá költöztek. A megnyitáskor ötven hallgatóra három tanár jutott: Rákosi Szidi drámát, Hermann Aranka ének-zenét, Somló Sándor pedig szavalást, esztétikát és irodalomtörténetet tanított. A hallgatóinak létszáma fokozatosan növekedett, a későbbiekben nagyobb szerepet kapott az ének- és tánctudás fejlesztése; leginkább a zenés komédiákkal működő Magyar Színháznak és Király Színháznak adott új színészeket. A színésznő haláláig fennálló tanodából olyan nagyságok kerültek ki, mint Jókainé Nagy Bella, Felhő Rózsi, Fedák Sári, Feledi Boriska, Feleki Kamill, Forrai Rózsi, Gózon Gyula, Gyenge Anna, Honthy Hanna, Komlóssy Emma, Lábass Juci, Latabár Kálmán, Ledofszky Gizella, Makláry Zoltán, Somló Emma, Tanay Frigyes vagy Vaszary Piri.
A Tanácsköztársaság alatt a Színiakadémián is tanított.

## Galéria

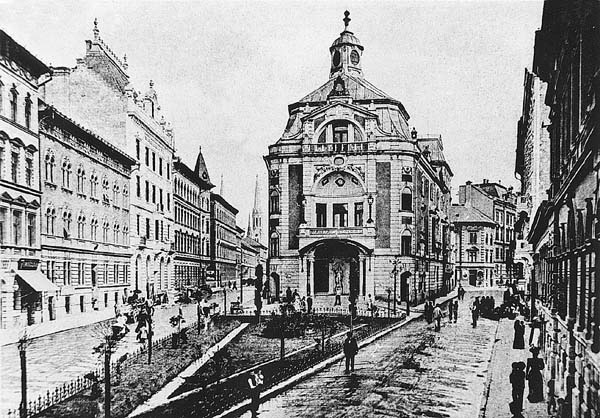
Az általa kezdeményezett és alapított Magyar Színház (1897)
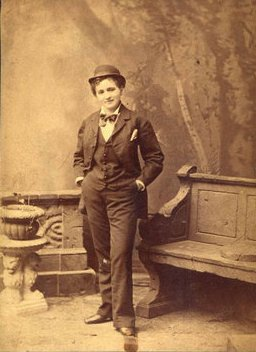
Rákosi Szidi ismeretlen szerepben
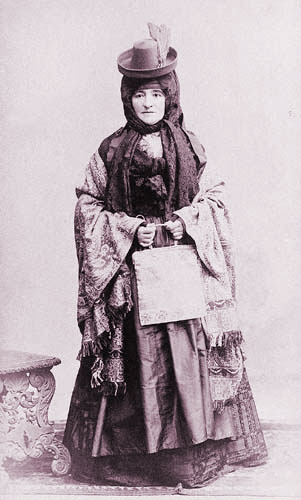
Rákosi Szidi – Bíró Józsefné